# Università di Keele
L'Università di Keele, chiamata spesso semplicemente Keele University è un'università pubblica britannica situata vicino a Newcastle-under-Lyme, nello Staffordshire, nella regione delle Midlands Occidentali dell'Inghilterra. Keele è il nome del piccolo paese in cui si trova il grandissimo campus (250 ettari), a circa 5 km da Newcastle-under-Lyme
L'università ottenne la Royal Charter nel 1962 ma già nel 1949 era stato fondato lo University College of North Staffordshire.